# SS-520-4
SS-520-4 — японська триступенева твердопаливна ракета-носій. Ракета є розвитком SS-520, що входить до сімейства висотних дослідних ракет S-310. Оператором ракети є Інститут космічних досліджень і астронавтики Японії (англ. Institute of Space and Astronautical Science, ISAS), що входить в Японське агентство аерокосмічних досліджень (JAXA). Ракета виготовляється компанією IHI Aerospace.

## Ракета-носій

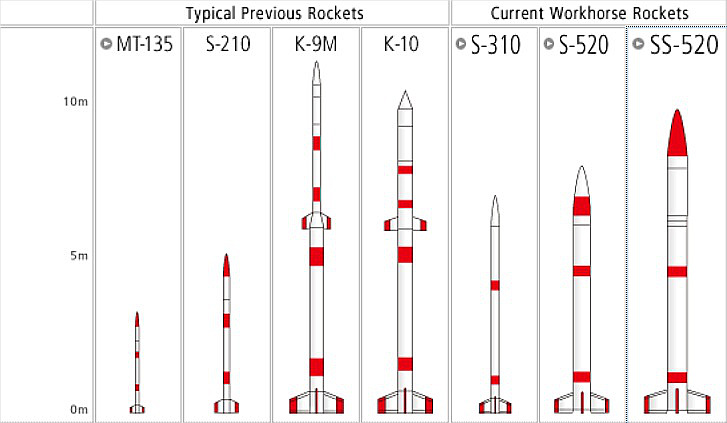
Японські висотні дослідницькі ракети

Ракета створена шляхом додавання третього ступеня до висотної дослідницької ракети SS-520 і відповідної доробки бортових систем. Стабілізація ракети під час роботи першого ступеня здійснюється закруткою уздовж поздовжньої осі за допомогою стабілізаторів. Стабілізатори виконані у вигляді тришарового сендвіча з алюмінієвих сот, покритих обшивкою з вугле- і склопластику. Передня кромка стабілізаторів виготовлена з титану. Корпус першого ступеня виконаний із високоміцної сталі HT-140.
Другий ступінь виконаний повністю з вуглепластикового композиційного матеріалу. Всі три ступені використовують тверде ракетне паливо на основі HTPB. Головний обтічник виконаний зі склотекстоліту.
Висота ракети — 9,54 м, стартова маса — 2,6 т. Може вивести на НГО корисне навантаження вагою більше 4 кг. Тяга двигуна першого ступеня становить 14,6 тонн (145-185 кН), питомий імпульс — 265 с. Маса палива першого ступеня — 1587 кг, другого — 325, третього — 78. Орієнтацію ракети після відділення першого ступеня забезпечують система яп. ラムライン (Ramurain) — чотири імпульсних двигуна, що працюють на стисненому азоті. Азот зберігається в баку об'ємом 5,7 л при тиску 230 бар. Система управління і передачі телеметрії створена компанією Canon Electronics. Третій ступінь не мав телеметричної системи. Для визначення остаточних параметрів орбіти на ньому був встановлений GPS-датчик, який передавав сигнал через систему Ірідіум.
Однією з особливостей ракети-носія є широке використання не спеціалізованих, а доступних  компонентів. Це зроблено для зниження вартості ракети-носія, що впливає на вартість запуску корисного навантаження.

## Аварійний запуск 15 січня 2017 року
Експериментальний запуск модифікованої ракети SS-520 з доданим третім твердопаливним ступенем був запланований для виводу на низьку навколоземну орбіту 3-кілограмового кубсата TRICOM-1. Пуск був профінансований Міністерством економіки, торгівлі і промисловості; вартість запуску близько 400 млн ієн (3,5 млн $). На момент запуску це була найменша ракета-носій для запуску корисного навантаження на навколоземну орбіту.

### Мета запуску
На момент запуску ракети сформувалася потреба у швидкому та недорогому запуску супутників малих розмірностей — кубсатів. З моменту появи в 2003 році кубсатів і до початку 2017 року було запущено більше 300 таких супутників. У наступаючому 2017 році було заявлено про плани запустити близько 200 кубсатів. До моменту запуску SS-520-4 всі подібні супутники запускалися як попутне навантаження при запуску значно більших космічних апаратів. Вартість таких запусків досить велика, а сам запуск кубсата жорстко прив'язаний до запуску основного навантаження. В цій ситуації на ринку запуску надмалих супутників з'явилася економічна ніша для надмалих ракет-носіїв. Саме для заповнення цієї ніші і призначалася ракета SS-520-4. 27 травня 2016 року Міністерство економіки, торгівлі і промисловості Японії оголосило про фінансування проекту створення надлегкої ракети-носія. Одним з етапів проекту було заявлено створення ракети-носія на основі висотної дослідницької ракети SS-520. Основна мета запуску — продемонструвати технології, що дозволяють запустити кубсат модернізованою висотною дослідницькою ракетою.

### Корисне навантаження
Маніфест місії, оголошений в травні 2016 року Міністерством освіти, культури, спорту, науки і технологій, не містив згадки про корисне навантаження. Але вже в листопаді в маніфесті з'явився розділ про супутник TRICOM-1.
TRICOM-1 (яп. トリコム) — 3U-кубсат, розроблений Університетом Токіо, обладнаний п'ятьма камерами для зйомки поверхні Землі і комунікаційним терміналом для ретрансляції сигналу. Планувалося вивести супутник на орбіту з параметрами 180 × 1500 км, нахилення 31°.

### План польоту
План запуску і польоту ракети-носія мав послідовність специфічну саме для твердопаливних висотних дослідних ракет: рух з великими прискореннями і кілька ділянок руху по балістичній траєкторії, що закінчуються початком активної ділянки наступного ступеня.
Запуск ракети проводився з рампи — на початковому ділянці ракета рухається по рейковій напрямній, яка є частиною стартової споруди. Така технологія старту традиційна для запуску геофізичних ракет і дозволяє задати ракеті початкові кути руху по азимуту і т. д. Активна ділянка роботи першого ступеня мала тривати 32 секунди і за цей час ракета мала досягти висоти 26 км. З цього моменту мала початися перша ділянка руху по балістичній траєкторії, тривалістю 2 хвилини 19 секунд. Під час першої балістичної ділянки планулося скидання головного обтічника (на висоті 78 км), відстиковка першого ступеня (на висоті 79 км), стабілізація закруткою ракети-носія (94 км), уточнення моменту запуску другого ступеня (168 км). Через 2 хвилини 50 секунд з моменту старту на висоті 174 км повинен включитися двигун другого ступеня, який повинен був відпрацювати 24 секунди і, досягнувши висоти 186 км, другий ступінь мав відокремитися. В 3:48 повинно відбутися включення третього ступеня і через 25 секунд двигун повинен вимкнутися. Через 7 хвилин 30 секунд після старту ракета мала досягнути висоти 201 км, швидкості 8,1 км/с, відстані від місця старту 1818 км, і в цей час мало відбутися відділення корисного навантаження від ракети-носія.

### Запуск
Запуск був запланований на 11 січня 2017 року в 8:48 за токійським часом (JST) з Космічного центру Утіноура зі стартової позиції KS Centre, яка в 1960-70-ті роки використовувалася для запуску ракет-носіїв Ламбда-4S. Через метеоумови запуск був скасований за три хвилини до старту.
Друга спроба відбулася 15 січня 2017 року в 8:33 JST (14 січня 23:33 UTC). Підготовчі роботи почалися в 5:00 JST і включали, крім технічних елементів, елементи безпеки — евакуацію населення із зони безпеки. Метеорологічні умови відповідали вимогам для запуску ракети. Пускова рампа була націлена на азимут 125° і кут підйому 75,1°. Включення двигуна першого ступеня відбулося в розрахунковий час. Запуск супроводжувався отриманням телеметричних даних від систем ракети і даних наземних радарів супроводу.
У момент +20,4 секунд припинилася передача телеметрії ракети і фахівці центру управління польотом перестали отримувати інформацію, в тому числі й від систем безпеки ракети. З цієї причини було ухвалено рішення не передавати на другий ступінь ракети штатний сигнал про включення двигуна. При цьому засоби дистанційного супроводу ракети підтверджували нормальний рух ракети — перший ступінь працював коректно. Висота підйому склала 190 км і максимальна швидкість в апогеї 0,918 км/с.
Аналіз даних дистанційного спостереження показав, що газореактивна система управління не змогла зорієнтувати ракету в напрямку горизонту — це означає, що включення двигуна другого ступеня не призвело б до успіху запуску.
Після відключення двигуна першого ступеня ракета впала в океані в районі, запланованому для падіння першого ступеня. Запуск було оголошено невдалим.

#### Циклограма польоту
| Циклограма польоту SS-520-4. | Циклограма польоту SS-520-4. | Циклограма польоту SS-520-4. | Циклограма польоту SS-520-4. | Циклограма польоту SS-520-4.                                  | Циклограма польоту SS-520-4. | Циклограма польоту SS-520-4.                   |
| Час (м:з)                    | Висота (км)                  | Швидкість (км/с)             | Дистанція (км)               | Подія                                                         | Результат                    | Коментарі                                      |
| ---------------------------- | ---------------------------- | ---------------------------- | ---------------------------- | ------------------------------------------------------------- | ---------------------------- | ---------------------------------------------- |
| 00:00                        | 0                            | 0                            | 0                            | Запалювання 1 ступеня й старт                                 | так                          |                                                |
| 00:31,7                      | 26                           | 2,0                          | 9                            | Вимкнення 1 ступеня                                           | так                          | реєстрація оптичними засобами                  |
| 00:53                        |                              |                              |                              | Відкриття піроклапанів                                        | ≠                            | не підтверджено                                |
| 00:55                        |                              |                              |                              | Прийом сигналу системи орієнтації                             | немає                        | відсутність зворотного сигналу                 |
| 01:02                        |                              |                              |                              | Команда на запуск механізму відділення корисного навантаження | так                          | штатне відділення супутника на 07:30           |
| 01:07                        | 81                           | 1,7                          | 28                           | Відстиковка обтічника                                         | так                          | підтверджено наземними системами спостереження |
| 01:08                        | 83                           | 1,7                          | 28                           | Відділення першого ступеня                                    | ≠                            | не підтверджено                                |
| 01:13,3                      |                              |                              |                              | Включення газореактивної системи управління                   | немає                        | за результатами аналізу радіолокаційних даних  |
| 01:57,6                      |                              |                              |                              | Вимкнення газореактивної системи управління                   | немає                        | за результатами аналізу радіолокаційних даних  |
| 02:01,2                      | 94                           | 1,6                          | 35                           | Початок стабілізації закруткою                                | немає                        | за результатами аналізу радіолокаційних даних  |
| 02:25                        |                              |                              |                              | Завершення закрутки                                           | немає                        | за результатами аналізу радіолокаційних даних  |
| 02:37                        | 168                          | 1,1                          | 79                           | Визначення моменту запуску другого ступеня                    | ≠                            | не підтверджено                                |
| 02:44                        | 174                          | 1,1                          | 86                           | Запалювання двигуна другого ступеня                           | немає                        |                                                |
| 03:14                        | 182                          | 3,6                          | 132                          | Закінчення роботи двигуна другого ступеня                     | немає                        |                                                |
| 03:55                        | 186                          | 3,6                          | 229                          | Відстиковка другого ступеня                                   | немає                        |                                                |
| 03:58                        | 186                          | 3,6                          | 238                          | Запалювання двигуна третього ступеня                          | немає                        |                                                |
| 04:23,8                      | 185                          | 8,1                          | 358                          | Вимкнення двигуна третього ступеня                            | немає                        |                                                |
| 07:30                        | 205                          | 8,1                          | 1818                         | Від'єднання TRICOM-1                                          | так                          | отримання сигналу супутника                    |

### Розслідування аварії і його результати
Розслідування, проведене JAXA, показало, що втрата телеметрії викликана проблемами з електроживленням. Складність полягала в тому, що період виникнення збою виявився коротшим періоду опитування датчиків на ракеті-носії, який складав 5 мс. Розглядалися сценарії виходу з ладу перемикачів, розстикування роз'ємів і коротке замикання. Досліджувалися варіанти дефектності схеми електроживлення або блоків управління. Всі розглянуті варіанти перевірялися за допомогою експериментів або моделювання. В ході розслідування було визначено відмову великої групи приладів і систем (телеметрична система, декодер команд, клапани системи орієнтації та ін), що свідчить про пошкодження кабельної мережі та виникнення короткого замикання в кабельному каналі, змонтованому на зовнішній поверхні другого ступеня. Слідство прийшло до висновку, що коротке замикання викликано перетиранням кабелів у зоні входу всередину корпусу ракети. Для економії ваги сталева кришка була замінена алюмінієвою. У польоті під дією термічних деформацій і повітряного напору кришка притиснула проводи до корпусу другого ступеня в районі входу кабелів всередину корпусу. У результаті вібрацій оболонка проводів, зроблена із скловолокна, перетерлась і проводи замкнули на корпус. В ході розслідування було проведено моделювання, що підтвердило високу імовірність такого сценарію розвитку подій. Приводом до досліджень в цьому напрямі послужили свідчення датчика деформації двигуна другого ступеня. Даний датчик в проміжку 20,015—20,020 секунд несподівано став транслювати нерозрахункове значення тяги, хоча двигун другого ступеня був неактивний. Цей збій наштовхнув доцента яп. 羽生宏人 (Hiroto Hanyu) на припущення про перетирання дротів, що було підтверджено експериментами. Однією з причин швидкого перетирання оболонки проводу послужило використання більш легких, але менш зносостійких «споживчих» марок дроту.
За результатами розслідування було вирішено вжити заходів проти перетирання кабелів, розробити технології, які запобігають руйнуванню опліток кабелів, перепроектувати кабельні канали з метою підвищення їх надійності. Крім цього вирішено перепроектувати систему резервного живлення всіх систем.

## Успішний запуск 3 лютого 2018 року
Під час прес-конференції 7 квітня 2017 року президент JAXA Наокі Окумура оголосив про готовність здійснити другий запуск космічної ракети-носія SS-520 в 2017 фінансовому році. При цьому точна дата і корисне навантаження не були названі.
3 лютого в 14:03 за японським стандартним часом був здійснений успішний запуск ракети-носія SS-520-5, котра приблизно через 7 хвилин 30 секунд вивела на орбіту супутник TRICOM-1R.
Розробники ракети-носія врахували недоліки, виявлені під час аналізу невдалого запуску 15 січня 2017 року. При створенні нового зразка ракети був проведений ряд доробок, покликаних уникнути повторної аварії:
- отвір в корпусі ракети-носія, через який виводиться кабель живлення і зняття інформації з датчиків, був зроблений більшим, краї отвору отримали спеціальний захист, а сам кабель був додатково зафіксовано, щоб уникнути перетирання при вібронавантаженнях;
- була змінена форма кабель-каналу, в якому прокладений кабель, а датчик деформації, розміщений в цьому каналі, був змонтований в іншому місці.

22 червня 2018 року третій ступінь ракети SS-520-5 зійшов з орбіти і припинив існування, а 21 серпня цього ж року згорів в атмосфері і супутник.

### Корисне навантаження
Корисним навантаженням у повторному запуску використовувався супутник TRICOM-1R (яп. リコム-ワン-アール). Супутник був копією TRICOM-1, який впав у море під час аварійному запуску 15 січня 2017 року. Супутник виготовлений Центром з розробки мікросупутників при Токійському університете. Супутник є 3U кубсатом з габаритами основи 11,6 на 11,6 см і висотою (без антен) 34,6 см. Маса апарата близько 3 кг. Система електроживлення базується на сонячних батареях, розміщених на корпусі супутника. Супутник призначений для демонстрації технології отримання і збереження пакетів даних із Землі і подальшої передачі інформації на наземну станцію. Крім цього, на супутнику розміщена одна основна камера і п'ять додаткових, які дозволяють здійснювати різні варіанти зйомки поверхні планети . Супутник розроблений для демонстрації ключової можливості — експлуатація повноцінного штучного супутника Землі, створеного на основі електронних компонентів, доступних звичайному споживачу..